# Gare de Nishidai
La gare de Nishidai (西代駅, Nishidai-eki) est une gare ferroviaire située à Kobe, dans la préfecture de Hyōgo au Japon. Elle est exploitée conjointement par les compagnies Sanyo et Hanshin.

## Situation ferroviaire
La gare de Nishidai marque le début des lignes Sanyo Electric Railway et Hanshin Kobe Kosoku (les deux lignes sont interconnectées).

## Histoire
La gare est inaugurée le 15 mars 1910.

## Service des voyageurs

### Accueil
La gare située en souterrain dispose de guichets et des automates pour l'achat de titres de transport. Elle est ouverte tous les jours.

### Desserte
- Ligne principale Sanyo Electric Railway :
  - voie 1 : direction Sanyo Akashi et Sanyo Himeji
- Ligne Hanshin Kobe Kosoku :
  - voie 2 : direction Kobe-Sannomiya, Amagasaki, Osaka-Umeda, Namba et Kintetsu-Nara